# 族 (数学)
数学における族（ぞく、family）とは、添字付けされた元（要素）の（一般には非可算無限個の）集まりで、対、n-組、列などの概念の一般化である。系（けい、collection）と呼ぶこともある。元がどのような対象であるかによって、点族、集合族（集合系）、関数族（関数系）などと呼ばれる。

## 定義
集合 I から集合 X への写像 A: I → X が与えられたとき、これを X の元の集まりとみなしたものを、I を添字集合 (index set) とする X の元の族という。
添字集合 I の元を添字 (index) という。
I の要素を仮に i, j, ... と表すとき、A(i), A(j), ... の代わりに、通例 Ai, Aj, ... といった記法を用い、この族を
{\displaystyle (A_{i}\mid i\in I),\quad (A_{i})_{i\in I},\quad \{A_{i}\mid i\in I\},\quad \{A_{i}\}_{i\in I}}
などであらわす。これを添字記法などと呼ぶこともある。

## 列
添字集合として高々可算な集合、殊に正の整数全体の集合 N をとるような、集合 X の要素の族は、通例、X 内の列あるいは点列と呼ばれる。可算無限点列 (xi)i∈N は、添字の可算性（数を数えながら並べられるということ）を反映して
{\displaystyle (x_{1},x_{2},\ldots ),\quad (x_{i})_{i=1,2,\ldots }}
などで表すこともしばしばである。特に添字集合が有限順序数 {1, 2, ..., n} となる列（有限列、n-組）は
{\displaystyle (x_{1},x_{2},\ldots ,x_{n}),\quad (x_{i})_{i=1,2,\ldots ,n},\quad (x_{i})_{i=1}^{n}}
などの記法が用いられる。記号を流用して可算無限列を
{\displaystyle (x_{n})_{n=1}^{\infty }}
のような形に書くこともある。

## 元の重複と添字の入れ替え
二つの族が等しいとは、それらが写像として等しいこととして定められる。つまり、ある族に属する、値としては同じ元であっても、対応する添字が異なればそれらは区別される。たとえば、12 と 57 という二つの数からなる集まりを考えるとき、集合としては
{\displaystyle \{12,57\}=\{12,57,57\}}
というように、たとえ表記上 57 が二回属しているように見えても「一回属している」ものと等しいが、一方で、自然数の族としては I = {1, 2} を添字集合とする f(1) = 12, f(2) = 57 と、I={1,2,3} を添字集合とする g(1) = 12, g(2) = 57, g(3) = 57 は別の写像であるから、
{\displaystyle (12,57)\neq (12,57,57)}
と区別を受ける。元の順序をはっきりさせるために、族を元に添字のついた集合として
{\displaystyle \{12_{(1)},57_{(2)},57_{(3)}\}}
などと表すこともある。このとき元の添字を変えない限り元の並べ替えは自由に行ってよいが、添字の付け替えでは異なる族をあらわすことがあり、例えば
{\displaystyle \{12_{(1)},57_{(2)},57_{(3)}\}\neq \{12_{(2)},57_{(1)},57_{(3)}\}=\{57_{(1)},12_{(2)},57_{(3)}\}}
と区別される。
この区別を無くして 12 が一つ、57 が二つというように、元が重複度を持つ集合の概念を考えることもあり、それを多重集合（たじゅうしゅうごう）と呼ぶ。

## 注記
1. ↑  明示的に「添字付けられた族」(indexed family) という場合もある。また、暗に適当な濃度の集合を添字集合として添字付けることができるような集まり、という意味で「族」という術語を用い、必ずしもはじめから族が添字付けられていない場合もある。添字があらかじめ与えられていない場合でも、族に対して何らかの操作を考えるときなどには添字があったほうが都合がよく、必要な基数をもつ集合をとって添字付けを与えるのが通例である。
2. ↑  I を添字集合とする X の元の族とは、配置集合 XI の元のことである。
3. 1 2  {xi | i ∈ I} という記法を、添字付けられた元を全て含む集合に対して用い、族 (xi | i ∈ I) と区別する流儀もある。この立場では、{xi | i ∈ I} は添字や元の並べ替えに関して不変であり、また、xi (i ∈ I) の中に重複する元が複数存在しても、一つ存在するのと同じであると見なされる。また、{xi}i∈I という記法を多重集合に対して用い、通常の集合 {xi | i ∈ I} や族 (xi)i∈I と区別する場合などもある。著者によってはこれらの区別に意識的でないこともあり、文献を参照する際は文脈に注意を要する。